# Miriam Murillo
Miriam Alexandra Murillo Mayorga (Guayaquil, Ecuador, 6 de febrero de 1962) es una actriz ecuatoriana con una amplia carrera en el teatro y la televisión ecuatoriana. Fue parte del grupo de teatro guayaquileño, El Juglar, donde conoció a su esposo Augusto Enríquez, y parte de una de sus obras insignes, Guayaquil Superstar. Ha sido parte del elenco de la exitosa novela de El Cholito, de Ecuavisa, que ha sido retransmitida por varios países de Latinoamérica, donde interpretó a la madre del protagonista conocida como Doña Esther. Actualmente interpreta a Doña Yoco, madre de Génesis Cabezas y suegra de Genaro Antonio Tomalá, interpretados por Cecilia Cascante y Martín Calle respectivamente, en la novela 3 familias de Ecuavisa.

## Biografía

### Primeros años
Miriam Alexandra Murillo Mayorga nació en Guayaquil, Ecuador, el 6 de febrero de 1962. Desde pequeña participó en pequeñas obras teatrales de la escuela. Mientras cursaba sus estudios de medicina en la Universidad Estatal de Guayaquil durante los años de 1980, se fugaba en ocasiones para asistir a los cursos de actuación que impartía el grupo teatral El Juglar, en donde desarrolló su pasión por el teatro y la actuación. Sin embargo se graduó de Administración y Supervisión Educativa en la Universidad de Guayaquil.

### Carrera teatral
Con El Juglar, dirigido por el argentino Ernesto Suárez, se relacionó y compartió escena con Andrés Garzón, Lucho Aguirre, Héctor Garzón, Henry Layana, Oswaldo Segura, Sandra Pareja, Amparo Guillén, Roosevelt Valencia, Marcelo Gálvez, Azucena Mora, Isidro Murillo, Raúl Pinto, Geovanny Dávila, Medardo Goya, Augusto Enríquez, Cecilia Caicedo y Mauro Guerrero, con quienes fue parte de obras como La abuela, El galán, Banda de pueblo, y de la obra más popular de finales de los 70 e inicio de los 80, Guayaquil Superstar, con la cual realizó giras por Sudamérica y Estados Unidos.

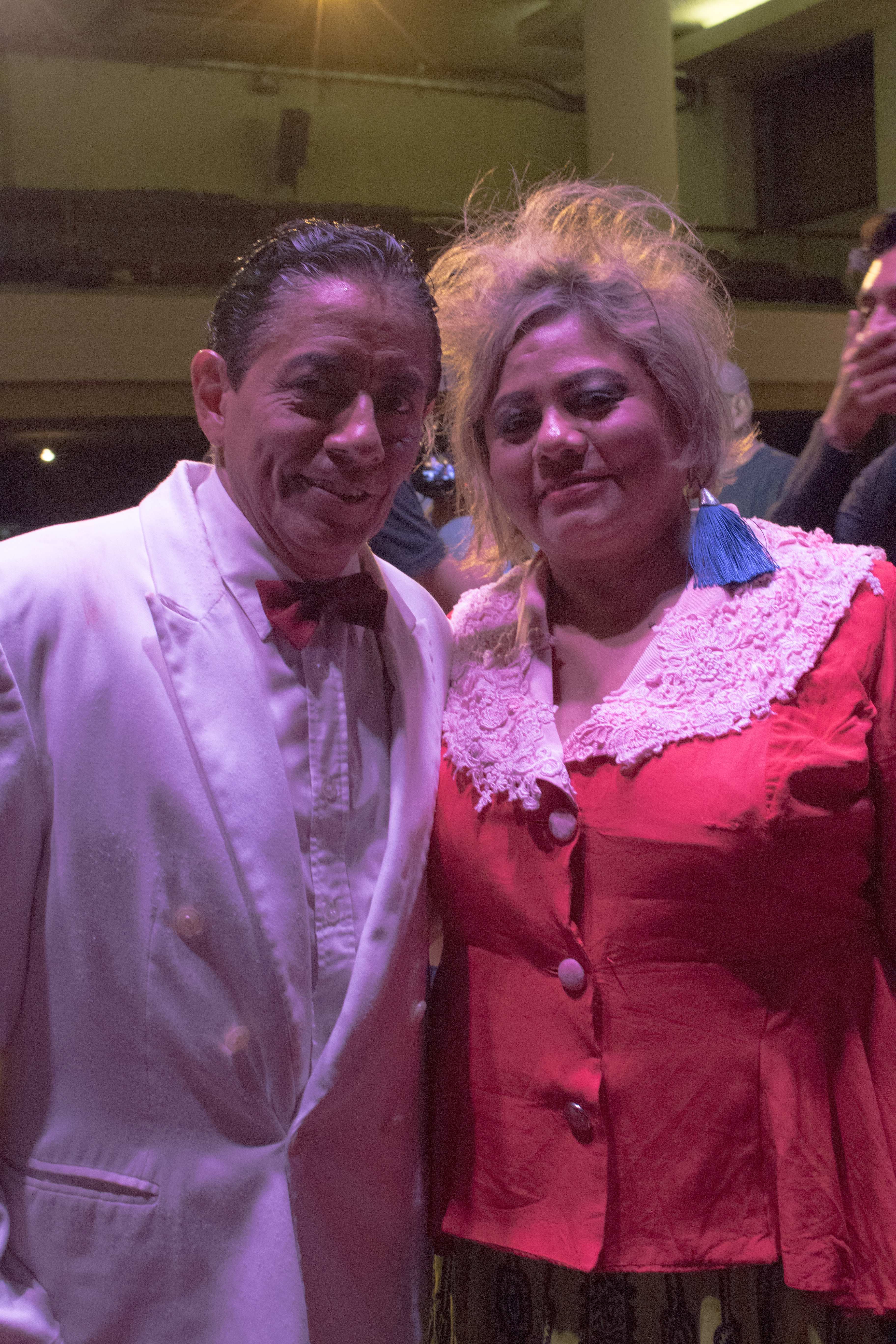
Miriam Murillo (der) y su esposo Augusto Enríquez (izq) en el 4° Festival de Teatro Toledo realizado en la Casa de la Cultura Núcleo del Guayas, en 2018.

Durante los ensayos de las obras realizadas por el grupo teatral, Miriam se enamoró de su maestro Augusto Enríquez Carrillo, y posteriormente se casaron. Miriam y Augusto tienen una hija llamada Ámbar. Murillo junto a su esposo se trasladaron a Argentina, donde residieron por 4 años y se formaron profesionalmente en la actuación. Allí realizaron talleres de actuación entre 1991 y 1996, impartidos por Víctor Arrojo, Nohemí Salmeron, Walter Neyra, y en 1996 recibió un taller de puesta en escena por Guillermo Heras.
Durante su formación en Argentina, Murillo obtuvo el título de licenciada en interpretación dramática de la Universidad de Mendoza, donde obtuvo conocimientos pedagógicos, por lo que a su regreso al Ecuador, junto a sus compañeros de El Juglar, a finales de los años 90, se dedicó a impartir clases de teatro en el sector popular de La Florida. También impartió clases para jóvenes y adultos en la Fundación Vicente Rocafuerte de la Prosperina. Impartió clases a niños de meses de edad hasta once años de edad en la escuela particular Pinocho.
En 1997 formó junto a su esposo y otros 30 jóvenes actores, el grupo teatral Kurombos, con el cual ha impartido talleres de actuación para distintas entidades académicas. Trabajó dos años en el colegio Vida Nueva y en 2006 impartió clases de actuación en la Universidad de Especialidades Espíritu Santo (UEES).
En 2016, junto a su grupo teatral, estrenó la obra Sueño de una noche de verano y una obra para niños llamada La odisea.
En 2019, fue partícipe de la obra Rosa de dos aromas, una adaptación moderna de la obra del mexicano Emilio Carballido estrenada en 1986, interpretando al personaje de Marlene.

### Carrera televisiva
En 1998, Murillo marcó su debut en la pantalla chica con un papel protagónico en la serie La PPG, creada por el productor Eddie González para SíTV, donde actuó con un elenco de gran recorrido en la televisión como, Lucho Aguirre, Amparo Guillén, Prisca Bustamante, Azucena Mora y Giovanni Dávila.Además tuvo participaciones recurrentes en el programa de comedia con sátira política, Sin Ánimo de Ofender.
Ha participado en varias producciones de Ecuavisa donde es recordada por interpretar a uno de sus icónicos personajes. En 2007 interpretó el papel de Esther, la madre de Pepe Chalén, interpretado por David Reinoso, protagonista de la telenovela El Cholito, repitiendo el mismo papel en la producción de Teleamazonas, Mostro de Amor, la cual fue una continuación de la primera novela hecha en 2010. En 2008 realiza una participación especial en El secreto de Toño Palomino de Ecuavisa, y en 2011 interpreta a Doña Berenjena en la serie UHF, creada y producida por Xavier Pimentel. Entre 2013 y 2015 forma parte de la serie ¡Así pasa! de Ecuavisa, interpretando a Mamá Rosa.
En 2014 tuvo su primera aparición como artista invitada en la serie 3 familias, que más tarde en 2016 se convertiría en una telenovela cómica donde permanece a lo largo de sus seis temporadas con un papel principal como Doña Gioco, la madre de Génesis Cabezas, interpretada por Cecilia Cascante, y suegra de Genaro Tomalá, interpretado por Martín Calle. Durante la quinta y sexta temporada de la serie también interpreta a Mami Zoila, la abuela de su personaje Doña Gioco.

### Carrera cinematográfica
En 2018 fue partícipe de la película ecuatoriana La Dama Tapada: El origen de la leyenda donde participó como el personaje de Mamá Abril, la madre del protagonista de la historia de la película.

## Teatro
- El Juglar
  - La abuela
  - El galán
  - Banda de pueblo
  - Guayaquil Superstar
- Kurombos
  - Sueño de una noche de verano
  - La odisea

## Filmografía
- (2014-2020) 3 familias - Gioconda Cabezas de Toro de Regalado "Doña Gioco" / Abuelita Zoila (Estelar)
- (2013-2015) Asi pasa - Mamá Rosa (Reparto)
- (2011) UHF - Doña Berenjena (Estelar)
- (2010) Mostro de Amor - Doña Esther de Chalén (Estelar)
- (2009-2010) La pareja feliz - Doña Rosa (Antagonista)
- (2008) El secreto de Toño Palomino - Ágatha (Reparto)
- (2007-2008) El Cholito - Doña Esther de Chalén (Estelar)
- (2005-2006) La Niñera - Silvia de Zambrano (Estelar)
- (1998-2000) Sin Ánimo de Ofender
- (1998-2000) La PPG

## Películas
- La dama tapada - El origen de la leyenda